# Paradis perdu, suivi de La Cinquième Colonne
Pour les articles homonymes, voir Paradis perdu.
Paradis perdu, suivi de La Cinquième Colonne est un recueil de nouvelles d'Ernest Hemingway publié en France en 1949. Il s'agit d'une traduction partielle du recueil original The Fifth Column and the First Forty-Nine Stories, publié aux États-Unis en 1938.
La Cinquième Colonne est une pièce de théâtre en trois actes. L'action se déroule lors de la guerre civile espagnole. Le personnage principal, Philip Rawlings, est un agent secret d'origine américaine, au service de la seconde république d'Espagne. Le mauvais accueil reçue par la pièce, jouée sans succès sur Broadway en 1940, avec seulement 87 représentations, se confirme lors de la publication dans le recueil où l'œuvre dramatique souffre de l'ombre qui lui est faite par les nouvelles. Constatant les mauvaises critiques accordées à la pièce à sa parution aux États-Unis, l'éditeur français Gallimard rebaptisa l'ouvrage Paradis perdu, suivi de La Cinquième Colonne, ne conservant du recueil original que les nouvelles (et la pièce) encore inédites en France, exceptions faites des plus récentes qui furent éditées à part dans le recueil Les Neiges du Kilimandjaro.  Par ailleurs, plusieurs nouvelles de jeunesse déjà parues en France dans le recueil Cinquante mille dollars ne furent pas reprises, ce qui explique que le recueil français ne compte par les 49 nouvelles annoncées par le titre de l'ouvrage original.
La nouvelle Paradis perdu est une traduction tronquée de Hills Like White Elephants, dont la traduction intégrale ne paraîtra en France qu'en 1992 sous le titre Collines comme des éléphants blancs.
La pièce est traduite en français par Marcel Duhamel et la plupart des nouvelles par Henri Robillot.
L'édition du recueil Paradis perdu, suivi de La Cinquième Colonne sera reprise dans Le Livre de poche no 380-381 en 1961, puis dans la collection Folio no 175 en 1972.

## Liste des nouvelles du recueil
- Paradis perdu
- Histoire naturelle des morts
- Course poursuite
- Après la tempête
- Un endroit propre et bien éclairé
- Sur le quai à Smyrne
- Le Docteur et la Femme du docteur
- Une très courte histoire
- Un soldat chez lui
- Le Révolutionnaire
- Monsieur et Madame Elliot
- Un chat sous la pluie
- Hors de saison
- La Neige sur les champs
- La Grande Rivière au cœur double
- Dans un pays étranger
- Che ti dice la patria?
- Le Vin du Wyoming
- Le Joueur, la religieuse et la radio
- Père et Fils
- Simple Enquête
- Un canari voyage
- Idylle alpestre
- Histoire banale
- Maintenant je me couche
- Il est né le divin enfant
- Les Changements de la mer
- Ça ne risque pas de vous arriver
- La Mère d'une tante
- Une lectrice écrit
- La Cinquième Colonne, pièce de théâtre en trois actes

## Sources
- Ernest Hemingway (trad. de l'anglais), Nouvelles complètes, Paris, Éditions Gallimard, coll. « Quarto », 1999, 1227 p. (ISBN 2-07-075517-7, OCLC 41374606).